# Сэфсэри

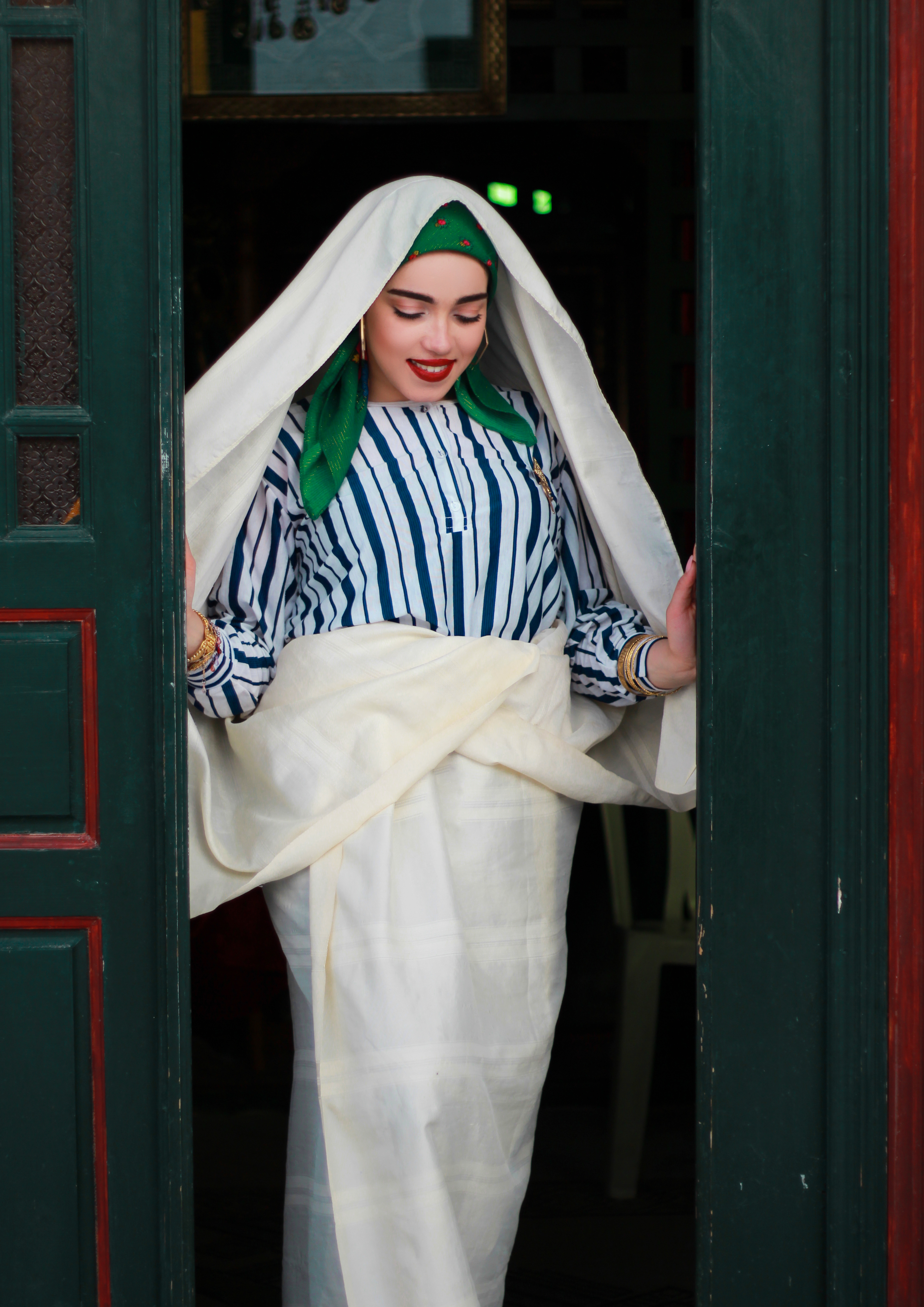
Молодая туниска в сэфсэри

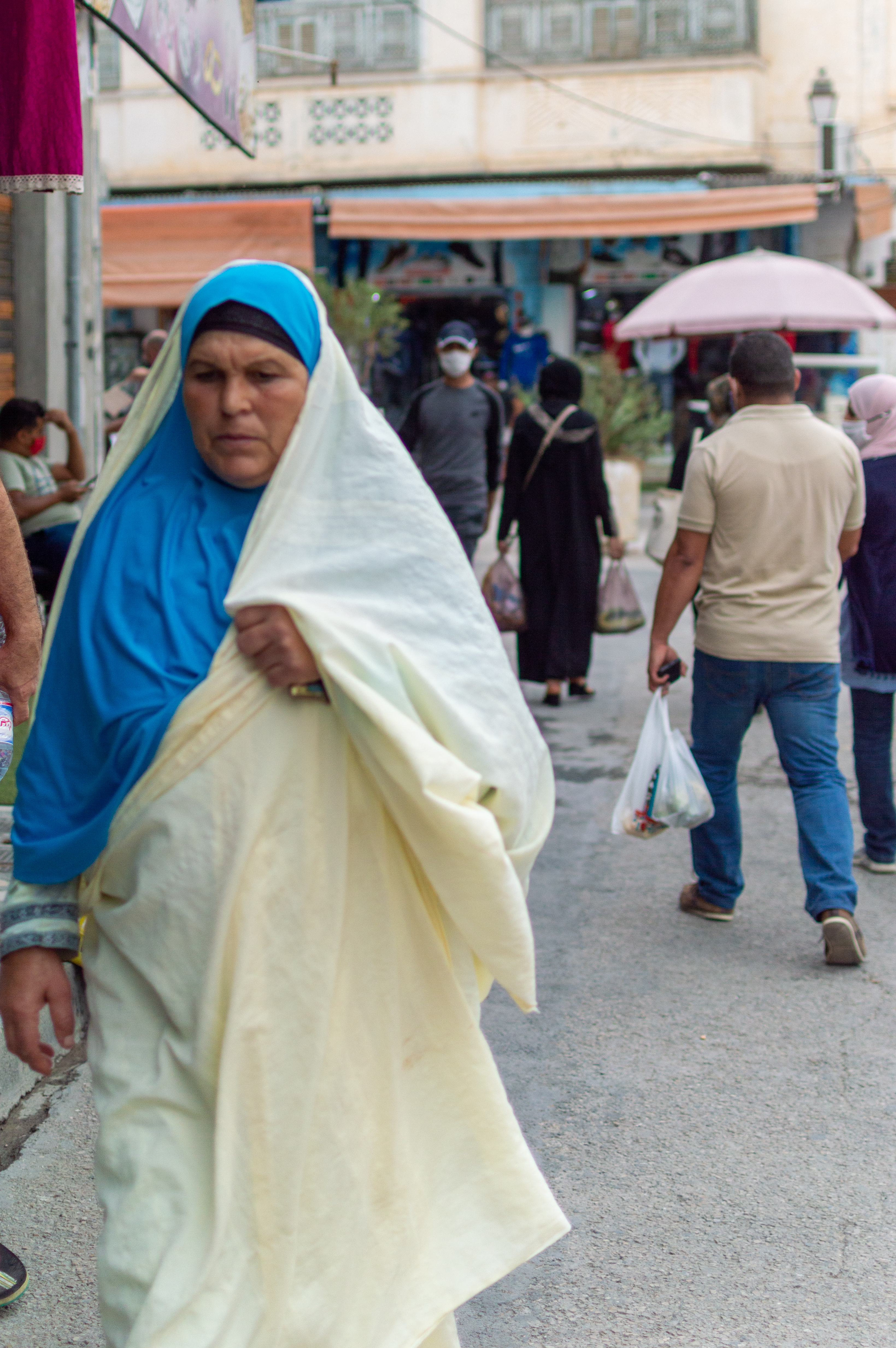
Женщина в хиджабе, поверх которого надето сэфсэри

Сэфсэри, сафсери (араб. سفساري), также хаик, — тунисское женское покрывало белого или светло-жёлтого цвета, надеваемое на голову женщинами на время нахождения вне дома. В широком смысле представляет собой разновидность магрибского женского покрывала. При ходьбе сэфсэри нужно держать руками, что требует навыка. Нередко считается, что в XXI веке сэфсэри либо совсем исчезли, либо что их носят только пожилые женщины, однако их популярность сильно возросла после революции 2011 года.

## Женские покрывала Магриба
Сэфсэри — одно из множества женских покрывал региона; аналогичные прямоугольные отрезы ткани, выходя из дома, надевали берберки, еврейки, арабки, турчанки и другие жительницы Северной Африки. Многометровые одноцветные покрывала (как и лицевые вуали) появились в магрибских городах в среде обеспеченных жителей. В Алжире, Марокко и частях Туниса и Ливии для них использовалось название «хаик», в Тунисе — «сэфсэри» и «хрэм», в Алжире — «кса», в Ливии — «фаррашиййя», существовали и другие; в отличие от сельских покрывал их ткали мужчины-ткачи, обычно евреи.

## До получения независимости
Исторически сэфсэри производили из шерсти, он окутывал женщину от кончиков пальцев до макушки и надевался вместе с лицевой вуалью. В начале XX века шерсть была заменена на шёлк, а длина сэфсэри сократилась сначала с 7 до 4,5 метров, затем и до 2,2 м; в середине века ширина сэфсэри составляла 1,45 м, а к концу века увеличилась до 1,8 м. Современные сэфсэри делают также и из синтетических тканей.
В доколониальные и колониальные времена сэфсэри носили богатые горожанки Туниса, не занятые сельским хозяйством, при этом параллельно существовало множество других женских покрывал — региональных, сезонных и так далее — многие из которых к последней трети XX века перестали использоваться в повседневном ношении вне дома. Помимо мусульманок сэфсэри надевали и иудейки. Имелись региональные отличия в подвязывании и ношении сэфсэри.
В колониальный период сэфсэри, с одной стороны, использовались для «сокрытия» тунисок от французских глаз, с другой, активистки женского движения выступали против его ношения как пережитка прошлого, а с третьей — интеллектуалы-националисты заявляли, что покрывало нельзя приносить в жертву вестернизации Туниса. Колониальные интеллектуалы избрали головное покрывало символом притеснения женщин в «неполноценном» исламском обществе и использовали критику его ношения для легитимизации нападок на иноземные культурно-религиозные практики.
1920-е годы стали временем дебатов о статусе покрывала: в 1924 году незамужняя швея Манубия Уэртани публично сняла головное покрывало во время выступления на социалистическом мероприятии. В 1929 году были проведены открытые дебаты по вопросу практики покрывания головы в Тунисе, на которых феминистка-социалистка Хабиба Меншари также публично сняла своё сэфсэри, после чего будущий премьер-министр Туниса Хабиб Бургиба опубликовал статью, в которой назвал покрывало маркером национальной идентичности и раскритиковал поступок Меншари. В обществе также шла полемика насчёт материала, из которого делают сэфсэри: смена тяжёлого, плотного шерстяного полотна на блестящий, облегающий шёлк, который также менее прочно держался на голове, одними воспринималась как одобряемое стремление к модернизации, а другими — как угроза существующему порядку. Вместе с тем у большинства тунисок не было возможности участвовать в обсуждении прав женщин в собственном регионе, а мужчины-политики во время полемики о практиках покрывания женщин преследовали прежде всего свои интересы.
Сэфсэри оставался символом тунисской идентичности в 1930—1950-х годах, во время борьбы за независимость.

## В независимом Тунисе
После получения Тунисом независимости Бургиба изменил свою позицию в отношении покрывал ввиду желания увеличить численность работающих женщин, и начал кампанию по сниманию сэфсэри с тунисок. Он встречался с тунисскими женщинами в присутствии операторов и фотографов, после чего снимал с них покрывало; записи и фотографии этих встреч широко циркулировали в СМИ. Отношение к снятию покрывал в обществе было неоднозначным: сэфсэри символизировали богатство и высокий социальный статус, из-за чего многие женщины не хотели с ним расставаться.
Власти продолжали, с одной стороны, популяризировать сэфсэри как элемент тунисского национального костюма и использовали его для противостояния исламистским политическим силам, призывавшим к ношению хиджаба, одновременно с этим сэфсэри стали высмеивать как атрибут воровок и сексуализировать, им начали покрывать в суде женщин, обвиняемых в занятиях проституцией, а Бургиба именовал его «жалкой тряпкой». Следует отметить, что хиджаб, состоящий из головного убора и туники, в Тунисе почти не встречался до 1970-х годов.

## Возрождение
Во время революции 2011 года женщины начали выходить на улицы в сэфсэри для того, чтобы символически противостоять одетым в чёрные покрывала исламисткам, призывавшим отменить запрет на ношение закрытой исламской одежды в образовательных учреждениях и на работе.
После смены власти сэфсэри занимает символическую нишу одежды невесты и её подруг для похода в свадебный хаммам, а также одежды для женщин старше 50 лет для посещения похорон. Оно также продолжает использоваться как подчёркнуто городской и арабский предмет, жительницы села и берберки и в XXI веке носят более цветную одежду и платок вместо покрывала. С распространением интернета и мобильных телефонов возникли практики демонстрации и популяризации национальной одежды в социальных сетях.
Сэфсэри надевают на демонстрации, его передают дочерям старшие родственницы, оно стало предметом культурной памяти тунисских женщин.

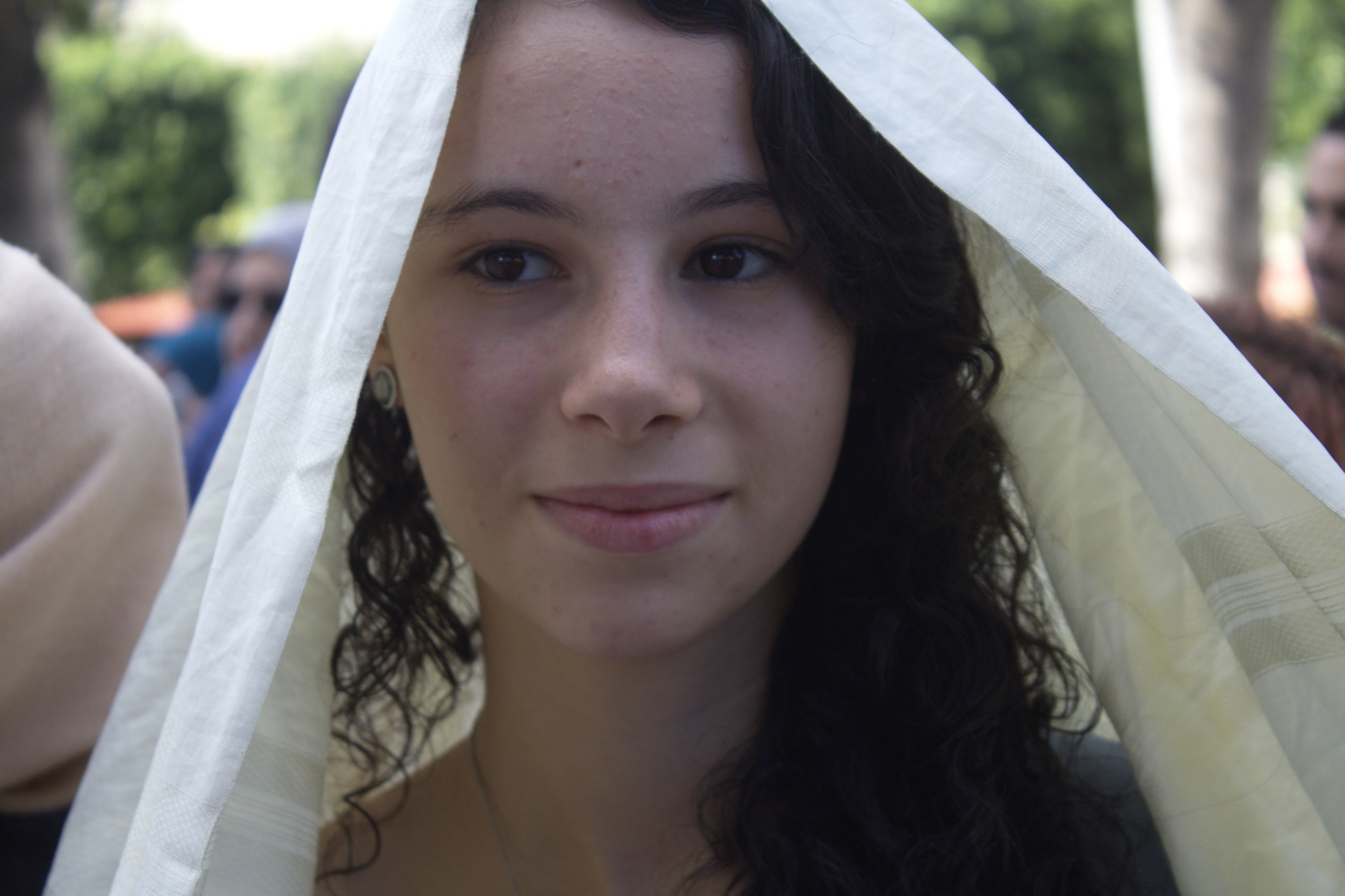
Девушка в сэфсэри
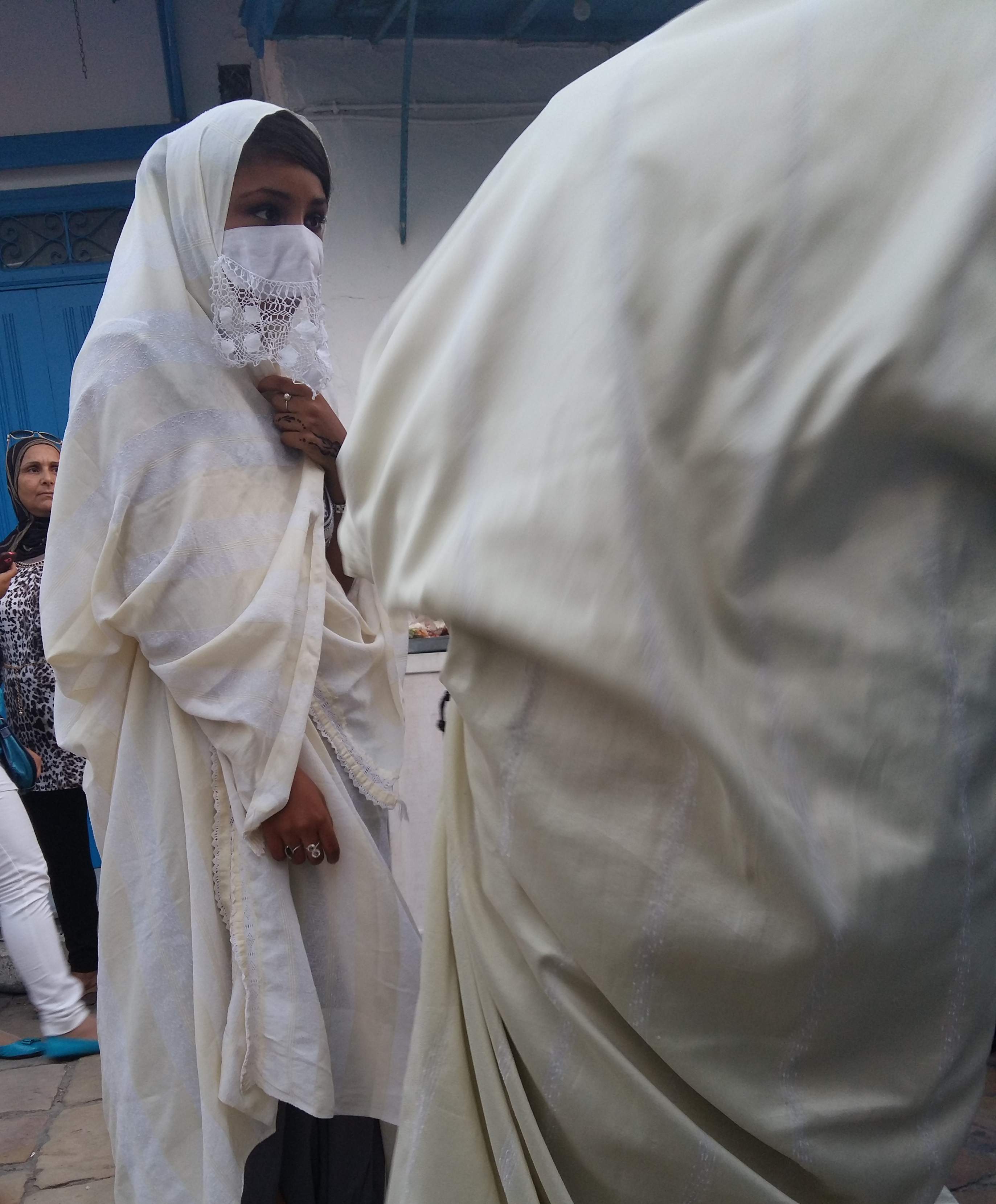
Женщина в сэфсэри с кружевной маской на лице
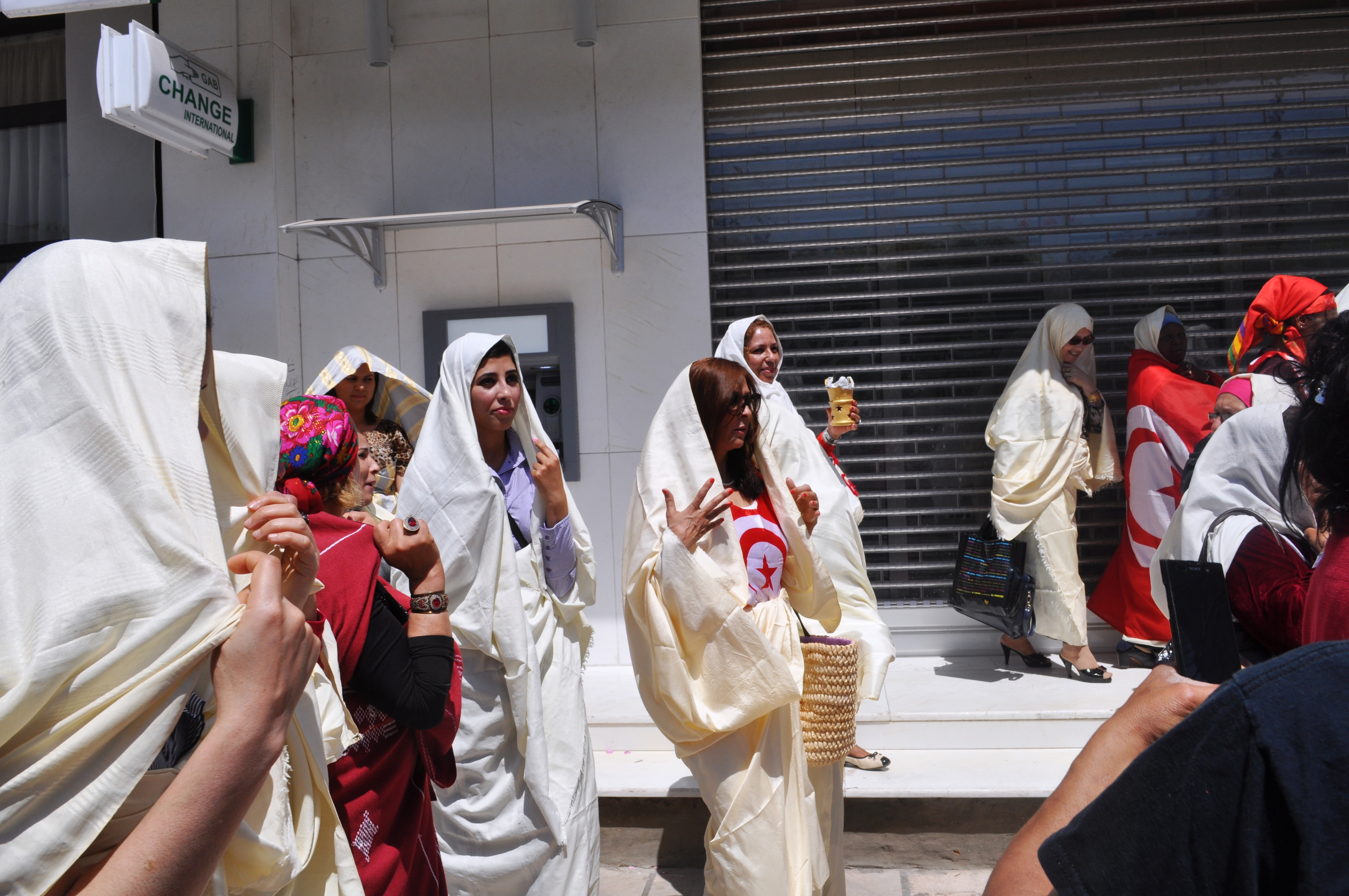
Туниски на протестах с государственными флагами
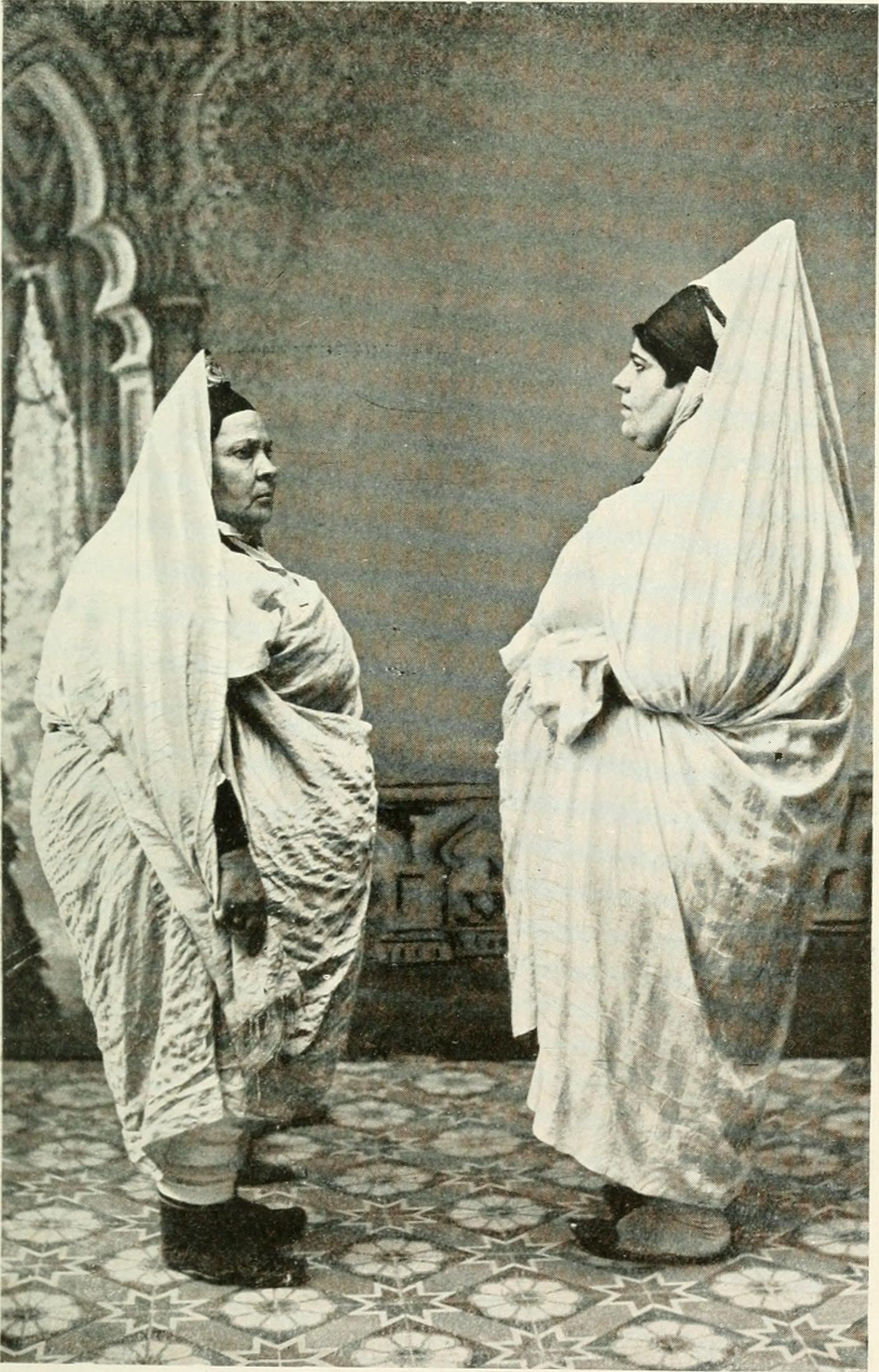
Иудейки в сэфсэри, 1906
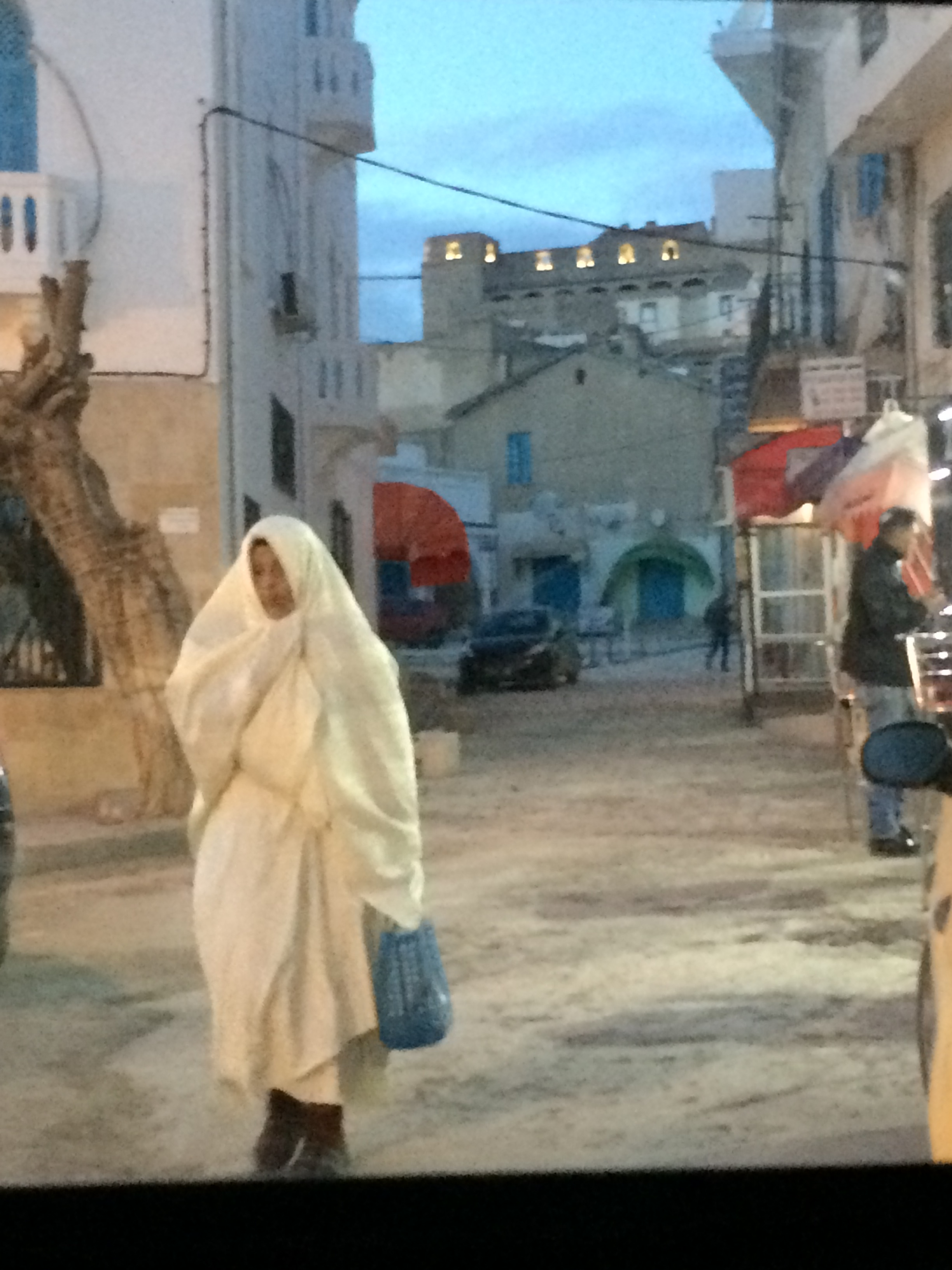
Женщина в сэфсэри, закрывающем всё тело